# Gus Anton
Gustav „Gus“ Anton (* 16. März 1938 in Remscheid) ist ein deutscher Dirigent, Komponist, Arrangeur und Musikverleger aus dem Bergischen Land.
Anton absolvierte Klavier- und Dirigierstudien an der Hochschule für Musik Köln und am Mozarteum in Salzburg bei Lovro von Matačić und Herbert von Karajan und war danach zunächst in Remscheid Assistent von Thomas Ungar. Von 1974 bis 2006 fungierte er als Leiter des Theaters und als Kulturbeauftragter der Stadt Gummersbach. Den Kammerchor Remscheid/Gus Anton Chor gründete Anton 1961 und leitet neben weiteren Chören im Bergischen Land auch das Symphonie-Orchester des Oberbergischen Kreises.
Anton ist im deutschsprachigen Raum für seine Arrangements zahlreicher bekannter Lieder und Arien für Chorbesetzungen bekannt, die er großenteils im eigenen Musikverlag vermarktet.